# Reiner Cunz
Reiner Cunz (* 12. April 1958 in Marburg) ist ein deutscher Numismatiker.

## Leben und Wirken
Reiner Cunz besuchte die Gesamtschule Kirchhain. Nach dem Studium der Geschichte (Historische Hilfswissenschaften), Geographie (Kulturgeographie), Latein, Volkskunde und Pädagogik an der Universität Marburg und einer studienzeitbegleitenden Tätigkeit für die Münzfundaufnahme im Hessischen Landesamt für geschichtliche Landeskunde trat Cunz 1984 am Niedersächsischen Landesmuseum Hannover in den Museumsdienst ein. Die Promotion zum Dr. phil. folgte 1994. 2019 ging Cunz in den Ruhestand.
Mit seiner Einstellung erhielt Cunz die Aufgaben des Niedersächsischen Landesnumismatikers. In dieser Funktion betreute er das Niedersächsische Münzkabinett der Deutschen Bank in Hannover, das aus der ehemals Königlichen Sammlung des 1866 durch Preußen abgesetzten Welfenhauses gebildet wurde, und organisierte sie zu einem arbeitsfähigen Institut. Die Deutsche Bank hatte die Sammlung durch Ankauf vor der Abwanderung ins Ausland geschützt. Sie wurde nun als Joint Venture im Eigentum der Deutschen Bank unter wissenschaftlicher Betreuung durch das Land geführt. Eine Wanderausstellung aus diesem Münzkabinett unter dem Titel Vom Taler zur Mark präsentierte in den späten 1980er und den 1990er Jahren an über 60 Orten der Bundesrepublik historische Geldformen. Als die Deutsche Bank sich im Rahmen der Neukonzeption ihrer Kulturarbeit von dem Münzkabinett trennen wollte und dadurch der Verbleib in Hannover gefährdet erschien, geriet dies in eine lebhafte öffentliche Diskussion. Schließlich kaufte das Land Niedersachsen die große Sammlung, um sie in das Niedersächsische Landesmuseum in Hannover einzugliedern. Die von Cunz konzipierte neue Dauerausstellung Eine königliche Sammlung. Das neue Münzkabinett im Landesmuseum Hannover wurde am 3. September 2010 der Öffentlichkeit vorgestellt.
Cunz war 1984–2019 Landesvertreter für Niedersachsen in der Numismatischen Kommission der Länder in der Bundesrepublik Deutschland, seit 1999 in deren Vorstand, bis 2011 Erster Vorsitzender, seither Zweiter Vorsitzender. 1994 gehörte er zu den Mitbegründern des International Committee of Money and Banking Museums (ICOMON) im Internationalen Museumsrat (ICOM). Er wurde 2004 in Seoul zum Vizepräsidenten von ICOMON gewählt und 2007 für eine weitere Wahlperiode bestätigt. Zudem ist Cunz ordentliches Mitglied in der Geisteswissenschaftlichen Klasse der Braunschweigischen Wissenschaftlichen Gesellschaft und Mitglied der Historischen Kommission für Niedersachsen und Bremen.
Cunz' Forschungsschwerpunkte liegen in der Münz- und Geldgeschichte des Mittelalters und der Neuzeit, besonders bei der Einbindung der Numismatik in Strukturen der Allgemeinen Geschichte und der Museologie. Seit seiner Dissertation widmet er sich wissenschaftsgeschichtlichen Themen und Aufgaben der Wissenschaftsorganisation. Unter anderem war Cunz federführend für den 17. Deutschen Numismatikertag in Hannover (1995) verantwortlich, der sich der Wissenschaftsgeschichte der Numismatik annahm. Weitere Arbeitsfelder betreffen Epochen und Räume überschreitende Phänomene der Geldgeschichte (z. B. Währungsunionen), der Technikgeschichte und der Museumspädagogik. Seit 1998 hat Cunz einen Lehrauftrag für Numismatik an der Universität Göttingen.
Reiner Cunz wurde im September 2010 mit dem Eligius-Preis der Deutschen Numismatischen Gesellschaft geehrt.

## Schriften (Auswahl)
Als Autor:
- Vom Taler zur Mark. Einführung in die Münz- und Geldgeschichte Nordwestdeutschlands von 1500 bis 1900, Hannover 1986, 5. aktualisierte Auflage Hannover 1998.
- Numismatik zwischen Haushistoriographie und fürstlicher Sammellust, dargestellt am Beispiel der Geschichte des ehemaligen Königlichen Münzkabinetts zu Hannover und seiner Betreuer, 1745–1945, Regenstauf 1997 (= Numismatische Studien 11). ISBN 3-924861-16-1 (= Dissertation).
- Kleine Münzgeschichte der Stadt Hannover. 1438–1674. Ein Begleitheft zur Ausstellung Münzen, Menschen, Märkte. Ausstellungsführer, Niedersächsisches Münzkabinett der Deutschen Bank, 1. Auflage, Hannover: Niedersächsisches Münzkabinett, 1991.

Als Herausgeber:
- mit Rainer Albert:  Wissenschaftsgeschichte der Numismatik. Beiträge zum 17. Deutschen Numismatikertag 3.–5. März 1995 (= Schriftenreihe der Numismatischen Gesellschaft Speyer 36), Speyer 1995.
- CONCORDIA DITAT. 50 Jahre Numismatische Kommission der Länder in der Bundesrepublik Deutschland, 1950–2000, Hamburg 2000 (Numismatische Studien 13). ISBN 3-924861-37-4, ISSN 0469-2144.
- Währungsunionen. Beiträge zur Geschichte überregionaler Münz- und Geldpolitik, Hamburg 2002 (= Numismatische Studien 15). ISBN 3-924861-58-7.
- „Geld regiert die Welt“. Numismatik und Geldgeschichte, Grundsatzfragen interdisziplinär ; Beiträge aus Wissenschaftsgeschichte, Kunst- und Kulturgeschichte sowie Wirtschaftsgeschichte, Braunschweig 2004 (Carl-Friedrich-Gauß-Kolloquium 2003). ISBN 3-934656-14-5.
- mit Rainer Polley, Andreas Röpcke: Fundamenta Historiae, Geschichte im Spiegel der Numismatik und ihrer Nachbarwissenschaften, Festschrift für Niklot Klüßendorf zum 60. Geburtstag am 10. Februar 2004, Neustadt a. d. Aisch 2004 (= Veröffentlichungen der urgeschichtlichen Sammlungen des Landesmuseums zu Hannover 51). ISBN 3-87707-624-6.
- Money and Identity. Lectures about History, Design, and Museology of Money, Hannover 2007. ISBN 978-3-87707-731-3.
- mit Claus-Artur Scheier: Macht und Geld im Mittelalter, Forschungen zu Norbert Kamps Moneta Regis, Gedenkkolloquium der Braunschweigischen Wissenschaftlichen Gesellschaft und der Akademie der Wissenschaften zu Göttingen im Senatssitzungssaal der Technischen Universität Carolo-Wilhelmina zu Braunschweig am Freitag, 8. Juni 2007, Braunschweig 2008 (= Abhandlungen der Braunschweigischen Wissenschaftlichen Gesellschaft 58). ISBN 978-3-934656-25-3.
- Mit Ulf Dräger, Monika Lücke: Interdisziplinäre Tagung zur Geschichte der neuzeitlichen Metallgeldproduktion. Projektberichte und Forschungsergebnisse. Beiträge zur Tagung in Stolberg (Harz) im April 2006. Zwei Bände, Braunschweig 2008 (= Abhandlungen der Braunschweigischen Wissenschaftlichen Gesellschaft 59–60), ISBN 978-3-87707-744-3, ISBN 978-3-87707-752-8.
- mit Harald Derschka, Suzanne Frey-Kupper: Selbstwahrnehmung und Fremdwahrnehmung in der Fundmünzenbearbeitung. Bilanz und Perspektiven am Beginn des 21. Jahrhunderts. II. Reflexionen. Sitzungsbericht des fünften internationalen Kolloquiums der Schweizerischen Arbeitsgemeinschaft für Fundmünzen gemeinsam organisiert mit der Numismatischen Kommission der Länder in der Bundesrepublik Deutschland (Konstanz, 4.–5. März 2005), Lausanne 2014 (= Études des numismatique et d'histoire monétaire 7). ISBN 978-2-940351-18-3.